# Saint-Gelais
Saint-Gelais – miejscowość i gmina we Francji, w regionie Nowa Akwitania, w departamencie Deux-Sèvres.
Według danych na rok 1990 gminę zamieszkiwało 1400 osób, a gęstość zaludnienia wynosiła 85 osób/km² (wśród 1467 gmin regionu Poitou-Charentes Saint-Gelais plasuje się na 206. miejscu pod względem liczby ludności, natomiast pod względem powierzchni na miejscu 516.).